# Connor Brown
Connor Brown (Città del Capo, 6 agosto 1998) è un ex ciclista su strada e pistard neozelandese, professionista nella stagione 2021 con il Team Qhubeka.

## Palmarès

### Strada
- 2018 (Mobius-BridgeLane, una vittoria)

4ª tappa Tour of Gippsland (Mount Baw Baw, cronometro)
- 2019 (Dimension Data for Qhubeka, due vittorie)

Memorial Paolo Marcucci (cronometro)
2ª tappa Tour de Limpopo (Polokwane > Tzaneen)

#### Altri successi
- 2018 (Mobius-BridgeLane)

Prologo Tour of Southland (Invercargill, cronosquadre)

### Pista
- 2015

Campionati oceaniani, Inseguimento individuale Junior
Campionati oceaniani, Inseguimento a squadre Junior (con Thomas Sexton, Hugo Jones e Josh Scott)
- 2016

Campionati del mondo, Inseguimento a squadre Junior (con Jared Gray, Thomas Sexton e Campbell Stewart)

## Piazzamenti

### Grandi Giri
- Vuelta a España

2021: 130º

### Competizioni mondiali
- Campionati del mondo su strada

Fiandre 2021 - In linea Elite: ritirato
- Campionati del mondo su pista

Aigle 2016 - Inseguimento a squadre Junior: vincitore
Aigle 2016 - Corsa a punti Junior: 13º